# 조정호 (1959년)
조정호(趙正浩, 1959년 3월 10일 ~ )는 조선민주주의인민공화국의 정치인이다. 라선특별시 인민위원회 위원장 겸 조선로동당 중앙검사위원회 위원이다.

## 경력
1959년 3월 함경북도에서 태어났다. 2006년 5월 조선민주주의인민공화국 내각 무역성 부상을 거쳐 2011년 3월 김수열 후임으로 라선특별시 인민위원회 위원장으로 임명되었다. 2016년 5월 제7차 당대회에서 조선로동당 중앙검사위원회 위원에 선출되었다.

## 최고인민회의 대의원
2014년 3월 최고인민회의 선거 제684호선거구에서 제13기 대의원으로 선출되었다.